# Pterocheilus bakeri
Pterocheilus bakeri är en stekelart som beskrevs av Cameron 1909. Pterocheilus bakeri ingår i släktet palpgetingar, och familjen Eumenidae. Inga underarter finns listade i Catalogue of Life.